# Hans Willem de Blocq van Scheltinga
Mr. Hans Willem de Blocq van Scheltinga (Bolsward, 24 mei 1802 - 19 januari 1864) was een Fries politicus.
Van Scheltinga, lid van de familie Van Scheltinga, studeerde Letteren te Utrecht en promoveerde daar op de dissertatie: "Probatus testimonio Cl. Goudoever". Hij was van 1833 tot 1851 grietman van Schoterland. Daarvoor was hij Volmacht van Friesland en eveneens lid van de Provinciale Staten. Hij liet kort na 1830 een landhuis bouwen op het vroegere koninklijke landgoed Oranjewoud. Hij noemde dit buiten Oranjewoud. Tot 1961 is het landhuis in zijn familie gebleven. Daarna is het verkocht aan de Friesland bank.
Zijn kleinzoon jhr. Hans Willem de Blocq van Scheltinga (1870-1933) werd in 1900 verheven in de Nederlandse adel. Van hem stammen alle nog levende adellijke Scheltinga's af.